# نوده (سياوشان)
نوده (بالفارسية: نوده) هي قرية و مستوطنة تقع في إيران في مركزي. يقدر عدد سكانها بـ 244 نسمة بحسب إحصاء 2016.